# Echipa națională de fotbal a Indiei
Echipa națională de fotbal a Indiei reprezintă India în fotbalul internațional și este controlată de Federația de Fotbal din India. S-a calificat la un singur Campionat Mondial (în 1950 dar s-a retras) și la trei Cupe ale Asiei.

## Participări

### Campionatul Mondial de Fotbal
- 1930 până în 1938 - nu a participat
- 1950 - s-a calificat dar s-a retras
- 1954 - i-a fost interzisă de către FIFA
- 1958 până în 1982 - nu a participat
- 1986 până în 2010 - nu s-a calificat

### Cupa Asiei
- 1956 - nu a participat
- 1960 - nu s-a calificat
- 1964 - Locul doi
- 1968 - nu s-a calificat
- 1972 până în 1980 - nu a participat
- 1984 - Prima rundă
- 1988 până în 2007 - nu s-a calificat
- 2011 - Prima rundă

### Campionatul SAFF
| Cupa Federației de Fotbal a Asiei de Sud | Cupa Federației de Fotbal a Asiei de Sud | Cupa Federației de Fotbal a Asiei de Sud | Cupa Federației de Fotbal a Asiei de Sud | Cupa Federației de Fotbal a Asiei de Sud | Cupa Federației de Fotbal a Asiei de Sud | Cupa Federației de Fotbal a Asiei de Sud | Cupa Federației de Fotbal a Asiei de Sud |
| An                                       | Runda                                    | M                                        | V                                        | E                                        | Î                                        | GP                                       | GÎ                                       |
| ---------------------------------------- | ---------------------------------------- | ---------------------------------------- | ---------------------------------------- | ---------------------------------------- | ---------------------------------------- | ---------------------------------------- | ---------------------------------------- |
| 1993                                     | Campioni                                 | 3                                        | 2                                        | 1                                        | 0                                        | 4                                        | 1                                        |
| 1995                                     | Locul doi                                | 2                                        | 0                                        | 1                                        | 1                                        | 2                                        | 3                                        |
| 1997                                     | Campioni                                 | 4                                        | 3                                        | 1                                        | 0                                        | 12                                       | 3                                        |
| 1999                                     | Campioni                                 | 4                                        | 3                                        | 1                                        | 0                                        | 6                                        | 1                                        |
| 2003                                     | Third Place                              | 5                                        | 2                                        | 1                                        | 2                                        | 8                                        | 5                                        |
| 2005                                     | Campioni                                 | 5                                        | 4                                        | 1                                        | 0                                        | 9                                        | 2                                        |
| 2008                                     | Locul doi                                | 5                                        | 4                                        | 1                                        | 0                                        | 9                                        | 3                                        |
| 2009                                     | Campioni                                 | 5                                        | 3                                        | 1                                        | 1                                        | 3                                        | 2                                        |
| Total                                    | Cel mai bun rezultat: Campioni           | 33                                       | 22                                       | 8                                        | 3                                        | 53                                       | 20                                       |

### Cupa Challenge AFC
| 2006  | Calificări                     | 4  | 1 | 2 | 1 |
| 2008  | Campioni                       | 5  | 4 | 1 | 0 |
| 2010  | Grupe*                         | 3  | 0 | 0 | 3 |
| Total | Cel mai bun rezultat: Campioni | 12 | 5 | 3 | 4 |

- India a trimis doar juniori la această competiție.[2]

### Cupa Nehru
| Cupa Nehru | Cupa Nehru | Cupa Nehru | Cupa Nehru | Cupa Nehru | Cupa Nehru | Cupa Nehru | Cupa Nehru |
| An         | Runda      | M          | V          | E          | Î          | GP         | GÎ         |
| ---------- | ---------- | ---------- | ---------- | ---------- | ---------- | ---------- | ---------- |
| 2007       | Campioni   | 5          | 4          | 0          | 1          | 13         | 3          |
| 2009       | Campioni   | 5          | 3          | 0          | 2          | 6          | 5          |
| Total      | Campioni   | 10         | 7          | 0          | 3          | 19         | 8          |

## Lot
| 1  | P | Subrata Pal                    | 24 decembrie 1986 (38 de ani)  | 43  | 0  | Pune FC                   |  |  |
| 13 | P | Gurpreet Singh Sandhu          | 3 februarie 1992 (33 de ani)   | 0   | 0  | Indian Arrows             |  |  |
| 21 | P | Subhasish Roy Chowdhury        | 27 septembrie 1986 (38 de ani) | 5   | 0  | Dempo SC                  |  |  |
|    |   |                                |                                |     |    |                           |  |  |
| 2  | F | Moirangthem Govin Singh        | 3 ianuarie 1988 (37 de ani)    | 26  | 0  | Salgaocar SC              |  |  |
| 3  | F | N.S. Manju                     | 9 mai 1987 (37 de ani)         | 39  | 2  | United Sikkim FC          |  |  |
| 4  | F | Rakesh Masih                   | 18 martie 1987 (38 de ani)     | 11  | 0  | Mohun Bagan AC            |  |  |
| 5  | F | Anwar Ali                      | 24 septembrie 1984 (40 de ani) | 28  | 0  | Mohun Bagan AC            |  |  |
| 12 | F | Deepak Kumar Mondal            | 12 octombrie 1979 (45 de ani)  | 62  | 0  | Mohun Bagan AC            |  |  |
| 14 | F | Mahesh Gawli                   | 23 ianuarie 1980 (45 de ani)   | 73  | 1  | Dempo SC                  |  |  |
| 17 | F | Irungbam Surkumar Singh        | 21 martie 1983 (42 de ani)     | 56  | 5  | Mohun Bagan AC            |  |  |
| 19 | F | Gouramangi Singh               | 25 ianuarie 1986 (39 de ani)   | 49  | 3  | Churchill Brothers SC     |  |  |
|    |   |                                |                                |     |    |                           |  |  |
| 6  | M | Baldeep Singh Junior           | 12 ianuarie 1987 (38 de ani)   | 10  | 0  | Salgaocar SC              |  |  |
| 7  | M | Naduparambil Pappachan Pradeep | 28 aprilie 1983 (41 de ani)    | 50  | 10 | Viva Kerala               |  |  |
| 8  | M | P. Renedy Singh                | 20 iunie 1979 (45 de ani)      | 72  | 12 | United Sikkim FC          |  |  |
| 10 | M | Clifford Miranda               | 11 iulie 1982 (42 de ani)      | 20  | 2  | Dempo SC                  |  |  |
| 16 | M | Mehrajuddin Wadoo              | 12 februarie 1984 (41 de ani)  | 29  | 2  | Kingfisher East Bengal FC |  |  |
| 20 | M | Climax Lawrence                | 16 ianuarie 1979 (46 de ani)   | 68  | 2  | Dempo SC                  |  |  |
| 22 | M | Syed Rahim Nabi                | 12 decembrie 1985 (39 de ani)  | 33  | 1  | Kingfisher East Bengal FC |  |  |
| 23 | M | Steven Dias                    | 25 decembrie 1983              | 38  | 8  | Churchill Brothers SC     |  |  |
|    |   |                                |                                |     |    |                           |  |  |
| 9  | A | Abhishek Yadav                 | 10 iunie 1980 (44 de ani)      | 43  | 9  | Mumbai FC                 |  |  |
| 11 | A | Sunil Chhetri                  | 3 august 1984 (40 de ani)      | 43  | 21 | Chirag United SC          |  |  |
| 15 | A | Baichung Bhutia (Căpitan)      | 15 decembrie 1976 (48 de ani)  | 109 | 42 | Kingfisher East Bengal FC |  |  |
| 18 | A | Mohammed Rafi                  | 24 mai 1982                    | 5   | 1  | Churchill Brothers SC     |  |  |